# Kreis Soest

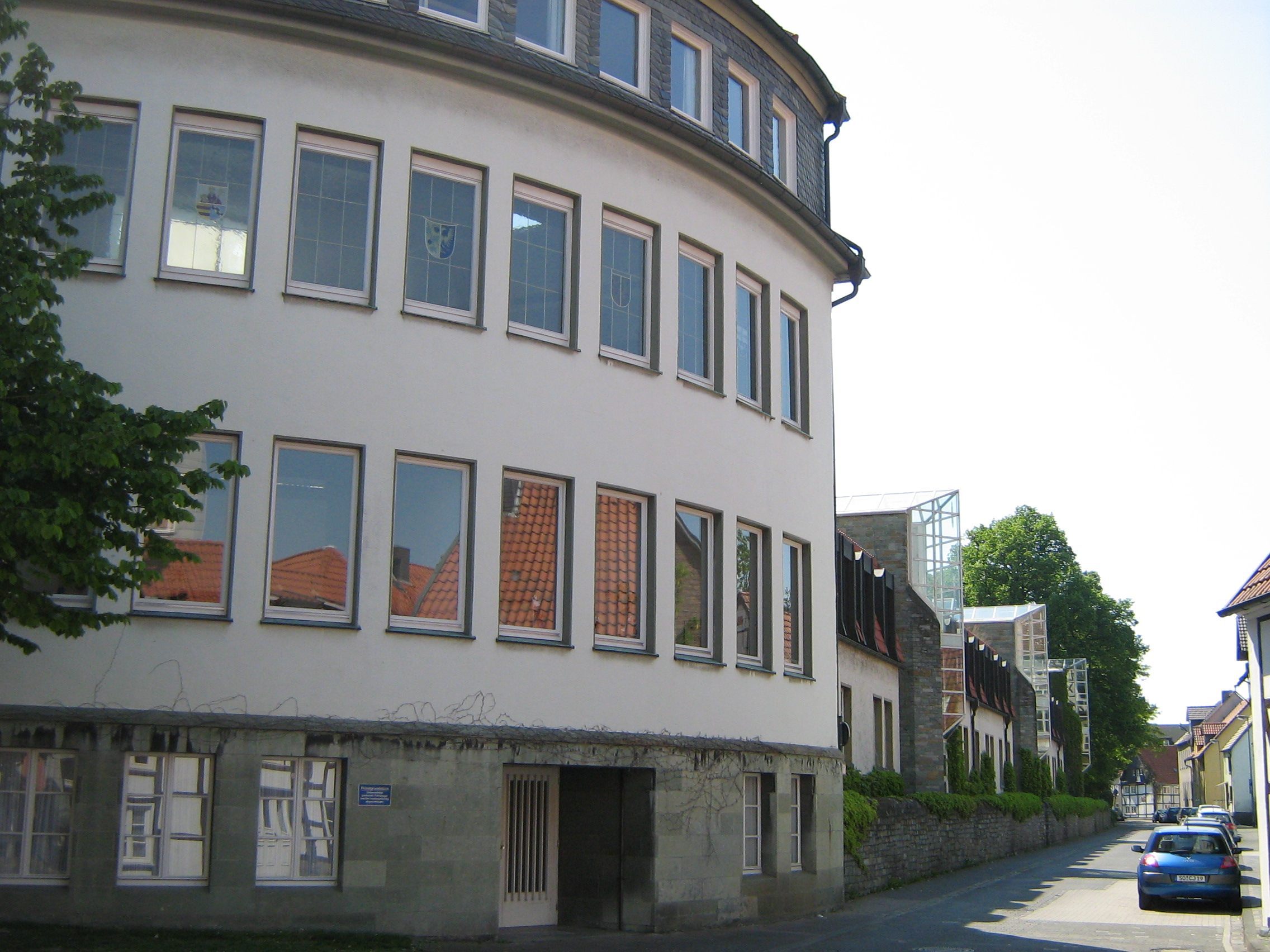
Kreishaus in Soest, vorne der Altbau mit Sitzungssaal im 1. Stock, hinten ein kleiner Teil des Neubaus

Der Kreis Soest [zoːst] ist ein Kreis in der östlichen Mitte von Nordrhein-Westfalen im Regierungsbezirk Arnsberg. Er entstand am 1. Januar 1975 durch das Münster/Hamm-Gesetz aus den damaligen Kreisen Soest, Lippstadt und dem ehemaligen Amt Warstein aus dem früheren Kreis Arnsberg. Hinzu kamen einzelne Gemeinden anderer Kreise. Größte Stadt (Einwohner) des Kreises ist Lippstadt, Kreisstadt ist Soest.

## Geografie

### Geografische Lage
Der Kreis Soest liegt im Übergangsgebiet der in den Eiszeiten entstandenen norddeutschen Tiefebene zum hügeligen Mittelgebirgsteil Deutschlands und enthält den südlichen Abschluss des Münsterlandes mit dem Haarstrang.
Der Kreis Soest erstreckt sich von 51° 24′ bis 51° 43′ nördlicher Breite (37,7 km) und von 7° 50′ bis 8° 35′ östlicher Länge (52,6 km).
Aufgrund der vorherrschenden Windrichtung Nordost lagerte sich hinter dem Haarstrang über Hunderttausende von Jahren feiner Flugstaub ab und bildete den fruchtbaren Lößboden der Hellwegbörden (Werl-Unnaer Börde, Soester Börde und Geseker Börde). Die Hellwegbörden gehören neben der Magdeburger Börde zum fruchtbarsten Ackerland Deutschlands.
Die Lippe durchfließt das nördliche Kreisgebiet und bildet die ungefähre Grenze zum Kreis Warendorf. Die Südgrenze zum Hochsauerlandkreis verläuft überwiegend durch den Arnsberger Wald und im westlichen Abschnitt in der Nähe der Ruhr.
Die höchste Erhebung liegt im Warsteiner Stadtwald mit 581,3 m ü. NN, der tiefste Punkt ist die Lippeniederung mit 62,0 m ü. NN.

### Kreisgliederung
Der Kreis Soest gliedert sich in 14 Gemeinden, von denen 7 Städte sind.
| Name           | Einwohner | Fläche      | Einw./km² | Status                         | AGS        |
| -------------- | --------- | ----------- | --------- | ------------------------------ | ---------- |
| Anröchte       | 010.304   | 0073.79 km² | 140       | kreisangehörige Gemeinde       | 05 974 004 |
| Bad Sassendorf | 012.194   | 0063.46 km² | 192       | kreisangehörige Gemeinde       | 05 974 008 |
| Ense           | 012.383   | 0051.08 km² | 242       | kreisangehörige Gemeinde       | 05 974 012 |
| Erwitte        | 016.300   | 0089.41 km² | 182       | kreisangehörige Stadt          | 05 974 016 |
| Geseke         | 020.930   | 0097.89 km² | 214       | kreisangehörige Stadt          | 05 974 020 |
| Lippetal       | 011.883   | 0126.61 km² | 094       | kreisangehörige Gemeinde       | 05 974 024 |
| Lippstadt      | 068.739   | 0113.68 km² | 605       | große kreisangehörige Stadt    | 05 974 028 |
| Möhnesee       | 011.274   | 0123.49 km² | 091       | kreisangehörige Gemeinde       | 05 974 032 |
| Rüthen         | 010.290   | 0158.15 km² | 065       | kreisangehörige Stadt          | 05 974 036 |
| Soest          | 047.776   | 0085.81 km² | 557       | mittlere kreisangehörige Stadt | 05 974 040 |
| Warstein       | 024.988   | 0158.05 km² | 158       | mittlere kreisangehörige Stadt | 05 974 044 |
| Welver         | 011.999   | 0085.62 km² | 140       | kreisangehörige Gemeinde       | 05 974 048 |
| Werl           | 029.600   | 0076.35 km² | 388       | mittlere kreisangehörige Stadt | 05 974 052 |
| Wickede (Ruhr) | 011.637   | 0025.24 km² | 461       | kreisangehörige Gemeinde       | 05 974 056 |
|                | 300.297   | 1328.63 km² | 226       | Kreis Soest                    | 05 974     |

(Einwohnerzahlen vom 31. Dezember 2024)

### Nachbarkreise bzw. -städte
Der Kreis Soest grenzt, im Norden beginnend im Uhrzeigersinn, an die Kreise Warendorf, Gütersloh, Paderborn, Hochsauerlandkreis, Märkischer Kreis und Unna sowie an die kreisfreie Stadt Hamm.

## Geschichte

### Einwohnerentwicklung
- 1980: 270.446

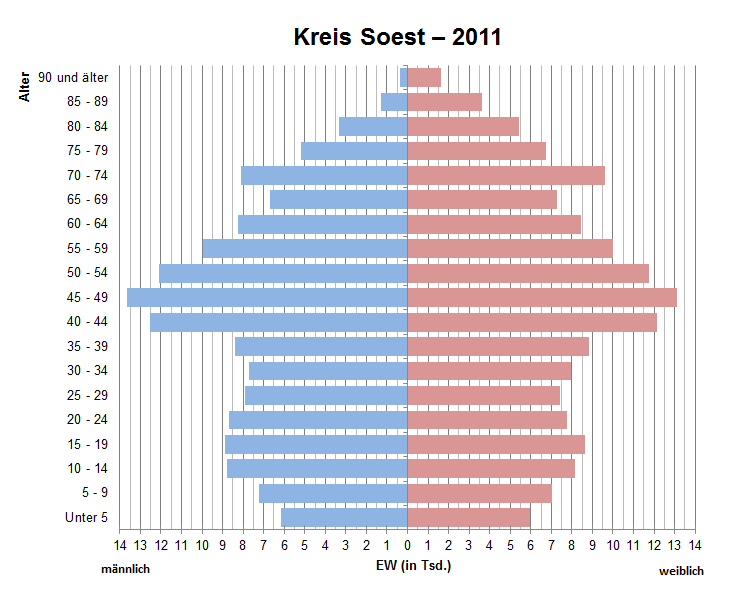
Bevölkerungspyramide für den Kreis Soest (Datenquelle: Zensus 2011)

- 1987: 266.693 (Volkszählungsergebnis am 25. Mai)
- 1990: 277.333
- 2000: 306.377
- 2005: 308.856
- 2008: 306.772 (30. Juni)
- 2010: 304.917 (30. Juni)
- 2012: 296.029 (31. Dezember)
- 2014: 296.742 (31. Dezember)
- 2016: 301.655 (31. Dezember)
- 2018: 301.902 (31. Dezember)
- 2020: 301.016 (31. Dezember)
- 2022: 306.068 (31. Dezember)

Laut Prognose von IT.NRW vom März 2016 soll die Anzahl der Erwerbspersonen bis 2040 aufgrund des demographischen Wandels (Altenquotient) deutlich um 20,4 Prozent zurückgehen.

### Konfessionsstatistik
Laut der Volkszählung 2011 waren 24,9 % der Einwohner evangelisch, 54,6 % römisch-katholisch und 20,5 % waren konfessionslos, gehörten einer anderen Religionsgemeinschaft an oder machten keine Angabe. Die Zahl der Protestanten und Katholiken ist seitdem gesunken. Im Jahr 2018 waren von den rund 300.000 Einwohnern des Kreises Soest 21 % (62.740) Protestanten und 43 % (127.383) Katholiken.

## Kreisverwaltung
Die Kreisverwaltung Soest ist Mitglied im bundesweiten Innovationsring des Deutschen Landkreistages.
Sie arbeitet, als einzige Kommunalverwaltung bundesweit, seit 2001 nach einem flächendeckenden und zertifizierten Qualitätsmanagementsystem nach der DIN EN ISO 9001. Darüber hinaus trägt sie das RAL-Gütezeichen „Mittelstandsorientierte Kommunalverwaltung“ und das Logo „Familienfreundlicher Arbeitgeber“. Im Jahr 2017 erhielt sie den European Energy Award. Die Kreisverwaltung Soest ist Mitinitiator und Teilnehmer des kommunalen Energie-Effizienz-Netzwerks KEEN Westfalen. Die archivwürdigen Unterlagen der Kreisverwaltung werden im Kreisarchiv Soest aufbewahrt.

## Politik

### Landrat
Landrätin ist seit der Stichwahl am 9. September 2007 (1. Wahlgang ohne 50 %-Mehrheit am 26. August 2007) Eva Irrgang von der CDU. Sie vereint in diesem Amt den Vorsitz des Kreistages und die oberste Repräsentantin des Kreises Soest sowie die Leitung der Kreisverwaltung. Ihr steht als stellvertretender Verwaltungsleiter Kreisdirektor Volker Topp zur Seite. Drei stellvertretende Landräte unterstützen die Landrätin bei ihren Repräsentationsaufgaben.
Mit dem Amtsantritt von Eva Irrgang haben drei ehemalige Landräte seit 1975 dieses Amt innegehabt:
- Josef Raulf (1975–1989)
- Karin Sander (1989–1994)
- Wilhelm Riebniger (1994–2007), nach dem 1. August 1998 hauptamtlich

### Kreistag
Die Sitze des Kreistags verteilen sich seit den Kommunalwahlen 2009 folgendermaßen auf die Gruppierungen:
| Partei / Gruppierung | Sitze | Sitze | Sitze |
| Partei / Gruppierung | 2020  | 2014  | 2009  |
| -------------------- | ----- | ----- | ----- |
| CDU                  | 28    | 29    | 28    |
| SPD                  | 14    | 19    | 16    |
| GRÜNE                | 11    | 05    | 05    |
| BG                   | 04    | 04    | 07    |
| FDP                  | 05    | 03    | 07    |
| AfD                  | 03    | 02    | −     |
| LINKE                | 02    | 02    | 02    |
| SO!                  | 01    | 01    | 01    |
| PIRATEN              | −     | 01    | −     |
| Gesamt               | 68    | 66    | 66    |

### Abgeordnete aus dem oder für den Kreis Soest
- Europaabgeordneter: Peter Liese, CDU
- Europaabgeordnete: Birgit Sippel, SPD
- Bundestagsabgeordneter: Wolfgang Hellmich, SPD
- Bundestagsabgeordneter: Hans-Jürgen Thies, CDU
- Landtagsabgeordneter: Jörg Blöming, CDU
- Landtagsabgeordneter: Heinrich Frieling, CDU
- Landtagsabgeordneter: Christof Rasche, FDP
- Landtagsabgeordnete: Dagmar Hanses, Grüne

### Wappen
Dem Kreis Soest ist mit Urkunde vom 26. Mai 1976 das Recht verliehen worden, das nachstehend beschriebene Wappen zu führen:
Wappenbeschreibung:

„Im gespaltenen silbernen Schild vorn ein aufgerichteter roter Schlüssel mit nach außen gerichtetem Bart, hinten ein durchgehendes schwarzes Kreuz, das mit einer fünfblättrigen roten Rose mit goldenen Butzen und goldenen Kelchblättern belegt ist.“
Herkunft und Bedeutung:

Stilisiertes Kreiswappen zur Verwendung für jedermann.

Das Wappen zeigt zwei alte Symbole der Bischöfe von Köln, die als Landesherren des Herzogtums Westfalen die Städte Werl, Geseke, Rüthen, Soest (bis 1444 zum Herzogtum Westfalen) und große Teile des Kreisgebietes beherrschten: In der linken Hälfte, heraldisch rechts, ist der Schlüssel des Heiligen Petrus, des Patrons von Köln, in der rechten, heraldisch linken, das schwarze Kreuz von Köln. Zugleich enthält das Kreiswappen Elemente der Kreiswappen der früheren Kreise Soest und Lippstadt, aus denen der heutige Kreis Soest 1975 entstanden ist. Der Petrusschlüssel ist seit dem Jahr 1375 als Stadtwappen von Soest nachgewiesen und war zusammen mit dem kurkölnischen Kreuz auch das spätere Kreiswappen des alten Kreises Soest. Für den Kreis Lippstadt, aus Gebieten des Herzogtums Westfalen und der ursprünglich teilweise lippischen Stadt Lippstadt, steht die Rose als Symbol für Lippe, die dem Kreuz aufgelegt wurde.
Seit dem 1. Juli 2013 gibt es ein „Jedermann-Wappenzeichen“, das ohne Genehmigung verwendbar ist.

### Flagge
In der Mitte eines weißen, von zwei roten Seitenstreifen im Breitenverhältnis 1 : 3 : 1 berandeten Feldes das Wappen des Kreises.

## Wirtschaft und Infrastruktur
Im Zukunftsatlas 2016 belegte der Landkreis Soest Platz 171 von 402 Landkreisen, Kommunalverbänden und kreisfreien Städten in Deutschland und zählt damit zu den Regionen mit „ausgeglichenem Chancen-Risiko Mix“ für die Zukunft.

### Industrie und Dienstleistung
Der Autozubehörhändler A.T.U betreibt in Werl ein Logistikzentrum. Die Firma Europart (Nutzfahrzeug- und LKW-Teile sowie Werkstatt- und Industriebedarf) betreibt ebenfalls in Werl ein Logistikzentrum. Die Standard-Metallwerke in Werl sind in der Fertigung von Rohren aus Kupfer, Messing und Aluminium tätig.
In Geseke und Erwitte findet man Zementwerke.
Die Kfz-Zulieferer BDW Soest (ehemals Alcoa) und Honsel unterhalten Fertigungswerke in Soest. Die Firma Also (ehemals Actebis) in Soest ist einer der großen Hersteller und Lieferanten von PC und Zubehör in Europa. Zudem ist in Soest die Firma Kuchenmeister GmbH ansässig, die ihre Backwaren weltweit vertreibt.
Zu den größten Arbeitgebern in Lippstadt gehören die Unternehmen Hella KGaA Hueck & Co. als führender Hersteller von Autobeleuchtung in Europa und Rothe Erde (Metallverarbeitung) sowie Behr-Hella Thermocontrol, ein Lieferant für Klimaanlagen-Bedienteile.
Mit der Firma Heimeier ist in Erwitte ein Hersteller von Heizungsarmaturen ansässig. Ebenfalls in Erwitte befindet sich die Firma Schäffer, Hersteller kleiner Rad- und Hoflader.
Die Warsteiner Brauerei in Warstein zählt zu den größten Bierbrauereien in Deutschland.
In Wickede (Ruhr) findet man neben der Stahlverarbeitung Betriebe, die sich auf die Ausstattung von Kliniken und Krankenhäusern spezialisiert haben.
Im Rüthener Ortsteil Meiste befindet sich der Sitz des Hartbodenbelagherstellers MeisterWerke.

### Freizeitgestaltung
Auch die Freizeit der 6 Millionen Menschen im nahegelegenen Ruhrgebiet spielt für die Wirtschaft des Kreises Soest eine nicht unerhebliche Rolle. So bietet der Möhnesee mit dem umgebenden Arnsberger Wald die Funktionen eines Naherholungsgebietes.
Drei Kurbäder sind überregional bekannt: Bad Sassendorf, Bad Waldliesborn (zu Lippstadt) und Bad Westernkotten (zu Erwitte). Die Städte Soest, Lippstadt, Geseke und Werl werden wegen ihres historischen Stadtbildes von vielen Touristen besucht. Die Gemeinde Wickede (Ruhr) profitiert von zahlreichen Radtouristen durch ihre Lage am beliebten Ruhrtalradweg. Die Stadt Werl ist ein Wallfahrtsort.

## Verkehr
- Bahnstrecke Hamm–Warburg, halbstündliche RB-Züge (Ems-Börde-Bahn), zweistündliche RE-Züge (Rhein-Hellweg-Express); Fernverkehr als Teil der Mitte-Deutschland-Verbindung: Ruhrgebiet–Hamm–Kassel–Erfurt–Chemnitz (IC-Halte in Soest und Lippstadt)
- Bahnstrecke Dortmund–Soest, halbstündliche RB-Züge (Hellwegbahn)
- Westfälische Landes-Eisenbahn Münster–Neubeckum–Beckum–Lippstadt–Belecke–Warstein/Rüthen (nur Güterverkehr)

- Bundesstraße 1 – fast auf der Straßenführung des alten Hellwegs – stellte eine bedeutsame Trasse des alten Ost-West-Handels dar, die als Teil der Verbindung Aachen–Königsberg beziehungsweise noch weiter umfassend die Nordsee (Brügge in Belgien) mit Russland (Nowgorod) verbindet. In den Jahren 2014 und 2015 wurden Teilabschnitte der Bundesstraße 1 im Kreis Soest aufgrund eines sog. „Abstufungskonzeptes der Bundesregierung für autobahn-parallele Bundesstraßen“ wegen des Parallelverlaufs zur Bundesautobahn 44 zu Landesstraßen abgestuft. Der Abschnitt der ehemaligen Bundesstraße 1 zwischen den Städten Erwitte und Soest ist nunmehr die Landesstraße 856, der Abschnitt zwischen Soest und der Stadt Werl die Landesstraße 969.
- Bundesstraße 55 – durchzieht den östlichen Teil des Kreises von Nord nach Süd.
- Bundesstraße 229 – durchzieht den südlichen Teil des Kreises von Süd nach Nord bis zur Bundesstraße 475 in der Stadt Soest.
- Bundesstraße 475 – verläuft von der Bundesautobahn 44 bei Soest in Richtung Norden bis nach Rheine.
- Bundesstraße 516 – durchzieht den südlichen Teil des Kreises von West (Werl) durch das Möhnetal nach Ost bis zur Bundesstraße 480 bei Brilon.
- Bundesautobahn 44 – verläuft im Kreis Soest parallel zur Bundesstraße 1.
- Bundesautobahn 2 – tangiert das Kreisgebiet im nördlichen Bereich (Welver, Lippetal).
- Bundesautobahn 445 – führt von Werl aus ins Sauerland und wird bei Arnsberg-Neheim-Hüsten zur Bundesautobahn 46.

- Fahrradverkehr: seit dem 26. November 2008 ist der Kreis Soest Mitglied in der Arbeitsgemeinschaft fahrradfreundlicher Städte, Gemeinden und Kreise in NRW e. V. (AGFS). Der Ruhrtalradweg von Winterberg nach Duisburg führt durch Wickede (Ruhr).

## Kfz-Kennzeichen
Am 1. Juli 1956 wurde dem damaligen Landkreis Soest bei der Einführung der bis heute gültigen Kfz-Kennzeichen das Unterscheidungszeichen SO zugewiesen. Dieses Kennzeichen wurde ab 1975 für den gesamten neugeschaffenen Kreis übernommen. Seit dem 3. Dezember 2012 ist aufgrund der Kennzeichenliberalisierung auch das Unterscheidungszeichen LP des früheren Kreises Lippstadt erhältlich.